# Les Abrets-en-Dauphiné
Les Abrets-en-Dauphiné è un comune francese del dipartimento dell'Isère della regione dell'Alvernia-Rodano-Alpi.
È stato creato il 1º gennaio 2016 dalla fusione dei preesistenti comuni di Les Abrets, La Bâtie-Divisin e Fitilieu.
Il capoluogo è la località di Les Abrets.